# Dipteronia sinensis
Dipteronia sinensis là một loài thực vật có hoa trong họ Bồ hòn. Loài này được Oliv. mô tả khoa học đầu tiên năm 1889.

## Hình ảnh

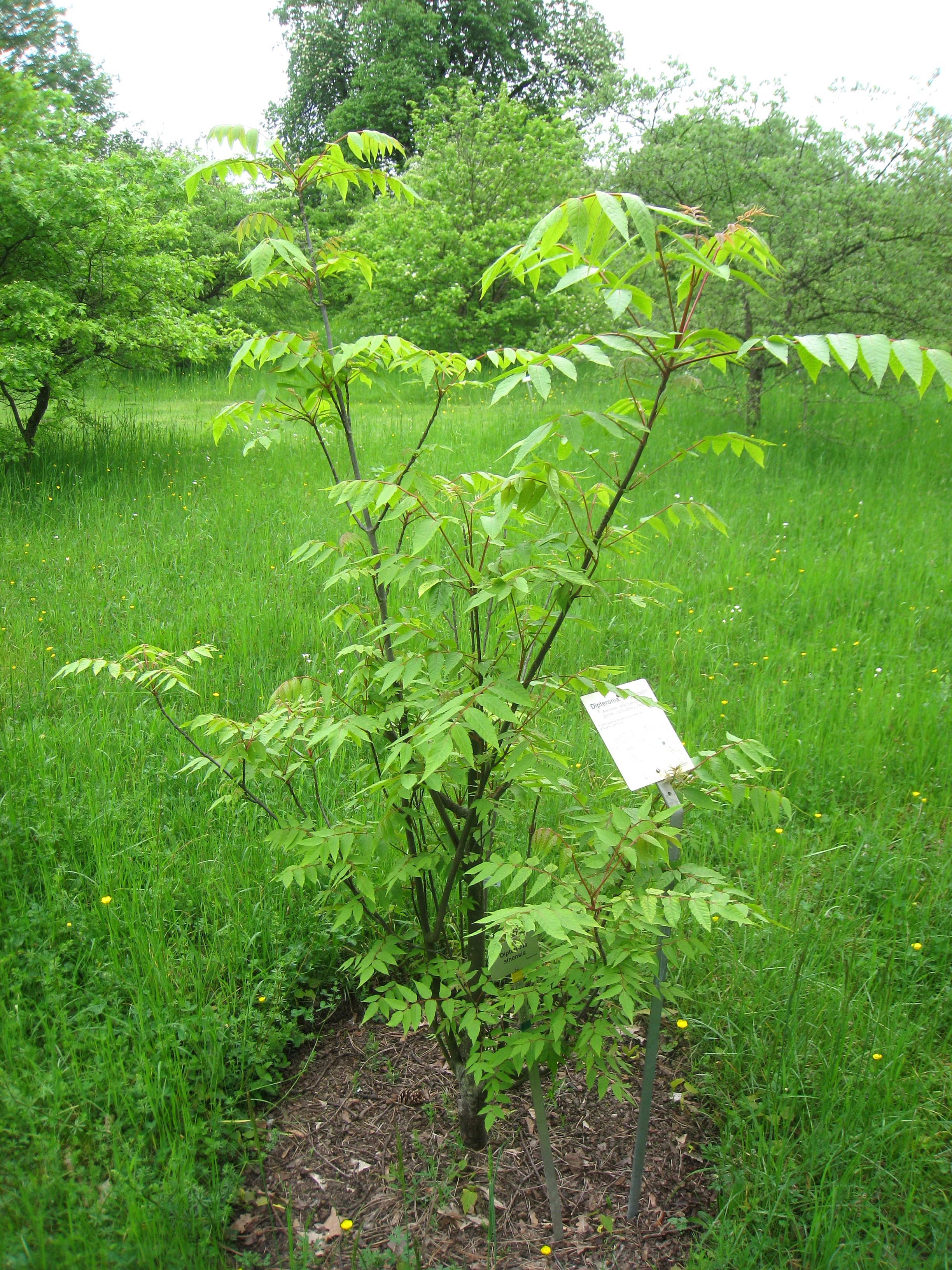
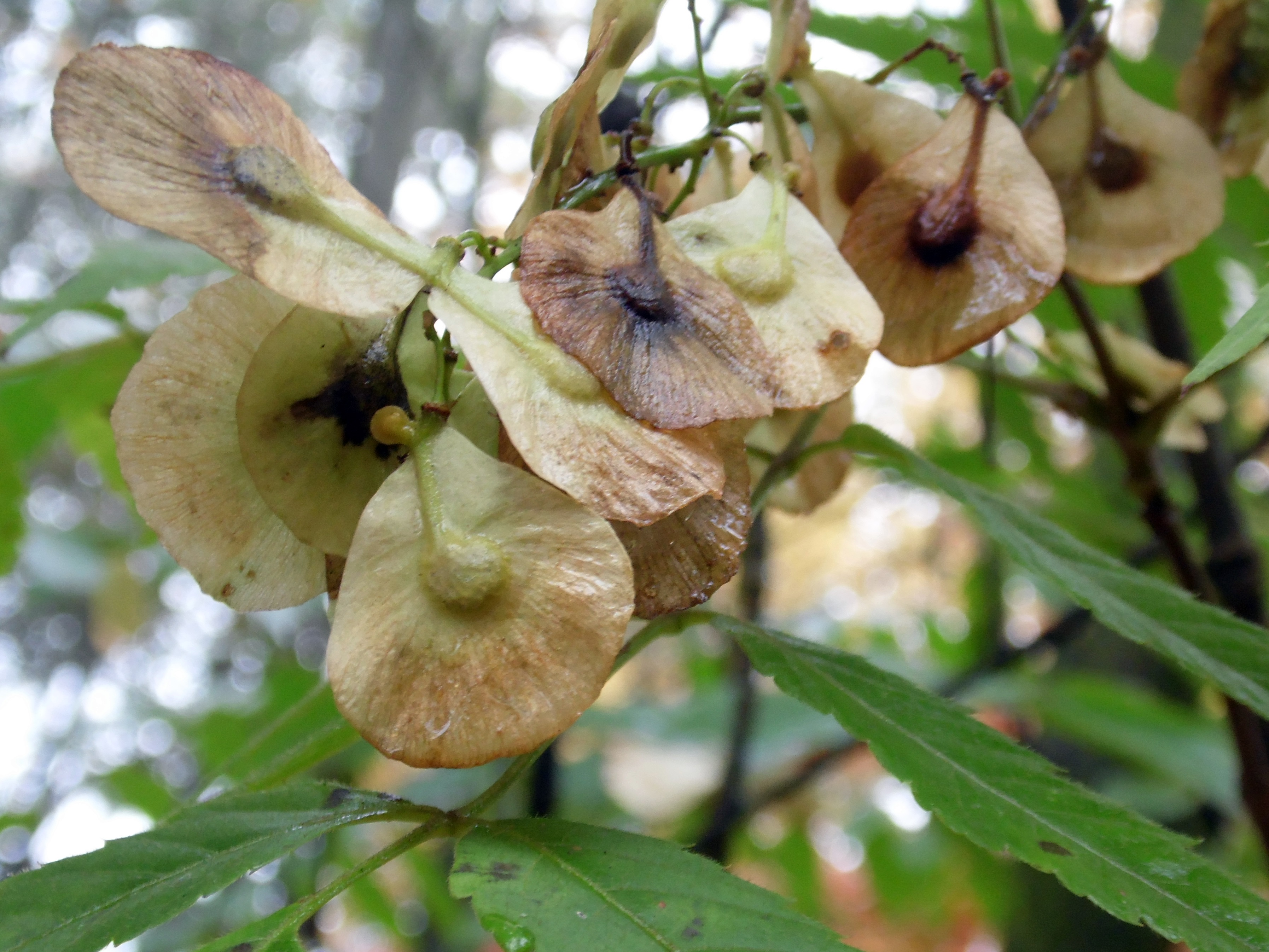